# Liste des évêques d'Ariano
Le diocèse d'Ariano est un diocèse italien en Campanie avec résidence à Ariano Irpino. Le diocèse est fondé  au XIe siècle. En 1986 le diocèse de Lacedonia est uni avec le diocèse d'Ariano dans le diocèse d'Ariano Irpino-Lacedonia.

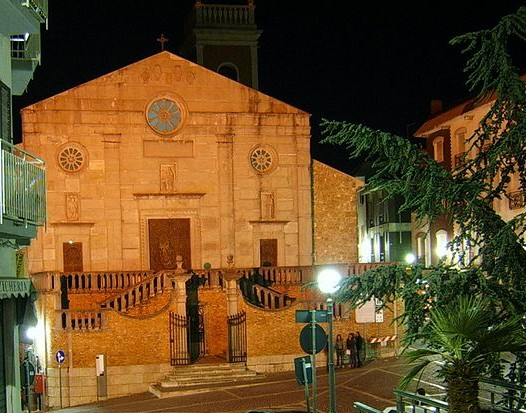
Cathédrale d'Ariano

## Évêques d'Ariano
- Mainardo Ier 1070
- Gérard 1098
- Sarulo 1101
- Jean Ier 1117
- ? 1119
- ? 1143
- Barthélemy 1170
- Rodolfo 1179
- ? 1216
- Mainardo II 1238
- Ruggiero Ier 1249
- Giacomo 1255
- Pellegrino 1266-1277
- Ruggiero II 1291
- Rayimo 1300
- Rostagno 1309-1310
- Lorenz 1310-1311
- Robert 1342
- Jean II 1344-1345
- Raimondo 1349
- Tommaso 1356
- Dionisio 1364
- Giacomo 1370
- Simone 1373
- Domenico I. 1373
- Giroaldo 1390
- ? 1390
- Luca 1390-1400
- Donato Ier 1404-1432
- Angelo de Raymo 1406-1432
- Angelo de Grassis 1432-1449
- Orso Leone de Leone 1449-1470
- Giacomo Porfida 1470-1480 ca.
- Niccolò de Hippolitis 1480
- Paolo de Brachijs 1481-1496
- Niccolò de Hippolitis 1499-1511
- Diomede Carafa 1511-1560
- Ottaviano Preconio 1561-1562
- Donato de Laurentiis 1563-1584
- Alfonso de Ferrera, O.S.A 1585-1602
- Vittorino Manso 1603-1611
- Ottavio Ridolfi 1612-1623
- Paolo Cajazza 1624-1638
- Andrea Aguado y Valdes, O.S.A 1642-1645
- Alessandro Rossi 1650-1656
- Luigi Morales 1659-1667
- Emmanuele Brancaccio 1667-1688
- Giovanni Bonilla 1689-1696
- Giacinto della Calce 1697-1715
- Filippo Tipaldi 1717-1748
- Isidoro Sanches de Luna, O.S.B. 1748-1754
- Domenico Saverio Pulci-Doria 1754-1777
- Lorenzo Potenza 1778-1792
- Giovanni Saverio Pirelli 1792-1803
- Domenico Russo 1818-1837
- Francesco Capezzuti 1838-1855
- Concezio Pasquini 1857-1858
- Francesco Michele M. Caputi, O.P. 1858-1862
- Luigi Aguilar, B. 1871-1875
- Salvatore Maria Nisio, Sch. P. 1875-1876
- Francesco Trotta 1876-1888
- Andrea D’Agostino, C.M. 1888-1913
- Vincenzo Coppola 1913
- Giovanni Onorato Carcaterra, O.F.M. 1914-1915
- Cosimo Agostino 1915-1918
- Giuseppe Lojacono 1918-1939
- Gioacchino Pedicini 1939-1949
- Pasquale Venezia 1951-1965
- Agapito Simeoni 1972-1976
- Nicola Agnozzi, O.F.M. Conv. 1976-1986

## Évêques d'Ariano Irpino-Lacedonia
- Nicola Agnozzi, O.F.M. Conv. 1986-1988
- Antonio Forte, O.F.M. 1988-1993
- Eduardo Davino 1993-1997
- Gennaro Pascarella 1999-2004
- Giovanni D'Alise  2004-2014
- Sergio Melillo (depuis 2015)